# Mariano Antonio de Lara
Mariano Antonio de Lara (partido de San Salvador, alcaldía mayor de San Salvador, Capitanía General de Guatemala febrero de 1774 - estado de El Salvador agosto de 1843) fue un sacerdote que durante los últimos años coloniales se desempeñó como cura de Olocuilta, y apoyó y participó en los movimientos independentistas de 1811 y 1814; y que luego de la independencia, se desempeñó como párroco de San Vicente, diputado y presidente del congreso del estado del Salvador, y senador por el mismo estado ante la asamblea de la República Federal de Centroamérica.

## Biografía

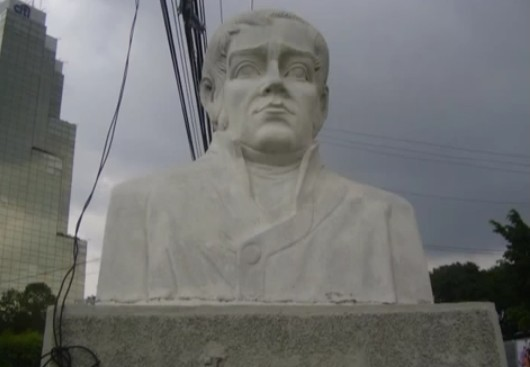
Busto del presbítero Mariano Antonio de Lara en el bulevar los próceres San Salvador.

Mariano Antonio de Lara nació en el partido de San Salvador (probablemente en Cuscatancingo o en el mismo San Salvador), alcaldía mayor de San Salvador, Capitanía General de Guatemala por el mes de febrero de 1774; siendo hijo de Domingo Antonio de Lara y León, y de Ana de Aguilar y Nava (hermana de los presbíteros independentistas conocidos tradicionalmente como los hermanos Aguilar); y siendo hermano de Domingo Antonio y Antonia Inés.
Luego del fallecimiento de su madre, a los 11 años, pasaría cuidado de su abuela materna; y después de la muerte de su padre, quedaría bajo la custodia de su tío el presbítero y prócer independentista Nicolás Aguilar.
En 1786 iniciaría sus estudios sacerdotales en el Colegio Tridentino de ciudad de Guatemala; siendo ordenado como presbítero el 2 de junio de 1798, en una ceremonia en el convento de Santa Catarina que fue presidido por el obispo de la Diócesis de Nicaragua Antonio de la Huerta y Caso.
A comienzos del año de 1800 sería asignado a Santa Lucía Zacatecoluca como coadjutor de su tío el presbítero y prócer Manuel Aguilar; donde se haría cargo casi por completo de las labores de esa parroquia hasta el año de 1810. Más tarde, en enero de 1811, sería designado cura de Olocuilta; desde donde animaría y apoyaría el primer movimiento independentista acontecido el 5 de noviembre de ese año.
Debido a su apoyo a la causa independentista, el arzobispo guatemalteco Ramón Casaus y Torres le ordenó que se reconcentrara en ciudad de Guatemala, donde se haría cargo de la parroquia de Santa Rosa hasta el año de 1813. Posteriormente, entre septiembre de ese año y abril de 1814, laboraría como coadjutor de su tío Nicolás Aguilar, con lo que atendió a las poblaciones de Aculhuaca, Paleca y Texincal (actualmente, las tres, parte de Ciudad Delgado).
Apoyaría y colaboraría con los implicados del segundo movimiento independentista del 24 de enero de 1814; por ello, y por orden dada por las autoridades de la intendencia de San Salvador, sería encarcelado el 5 de mayo de ese año, junto con su hermano Domingo Antonio y su concuñado Manuel José de Arce.
Sería liberado de la cárcel para pasar el resto de su proceso en arresto domiciliario en la hacienda familiar Toma de Agua (cerca de Quezaltepeque), junto con sus tíos Vicente y Nicolás Aguilar, quienes fallecerían en ese lugar el 17 de enero y 12 de septiembre respectivamente. Manteniéndose en esa hacienda hasta el 5 de septiembre de 1818, cuando fue indultado; quedando desde entonces bajo estricta vigilancia.
El 30 de junio de 1820 sería designado coadjutor de las parroquias de Zacatecoluca y Tecoluca; en donde recibiría y juraría la independencia. Más adelante, en 1824, se opondría al nombramiento (por parte del congreso constituyente del estado del Salvador) del presbítero y prócer José Matías Delgado como obispo de San Salvador; por lo que el 9 de noviembre de 1824 decidiría exiliarse en Guatemala por un tiempo de 9 meses.
A partir de agosto de 1825 se haría cargo de la parroquia de San Vicente, donde residía la familia de su hermana Antonia Inés. En 1826 sería electo diputado al congreso del estado del Salvador, en el que ejercería como presidente temporal de esa legislatura. Luego de ello, se mantendría alejado de los acontecimientos que provocaron la guerra civil centroamericana y la caída del gobierno federal de su concuñado Manuel José de Arce. Ejerciendo cómo párroco de San Vicente hasta enero de 1828.
Se encargaría del cuidado de las propiedades familiares en Olocuilta, Zacatecoluca y Tecoluca; y a la vez sería coadjutor del presbítero Narciso Monterrey desde marzo de 1828 a abril de 1832. En ese último año sería electo senador federal, y sería reelecto en 1834; pero se exoneraría de ese cargo para presidir el congreso salvadoreño.
Desde abril de 1834 a octubre de 1836 desarrollaría su ministerio católico en la ciudad de San Salvador. En 1836 sería electo nuevamente como senador federal, y en marzo del siguiente año sería senador suplente. Con la vista disminuida, fallecería en Zacatecoluca en la última semana de agosto de 1843; dejando como heredera a su hermana Antonia Inés.